# Wayne Shorter
Wayne Shorter (ur. 25 sierpnia 1933 w Newark, zm. 2 marca 2023 w Los Angeles) – jeden z najwybitniejszych amerykańskich kompozytorów i saksofonistów jazzowych. Shorter nagrał dziesiątki albumów jako leader, pojawił się gościnnie na dziesiątkach kolejnych. Wiele z jego kompozycji stało się standardami. Był wyznawcą buddyzmu nichiren.  Laureat NEA Jazz Masters Award w 1998.

## Życiorys
Urodził się w Newark w stanie New Jersey, uczęszczał do szkoły Newark Arts High School. Jako nastolatek był zachęcany przez swojego ojca do gry na saksofonie (jego brat Alan został trębaczem). Po ukończeniu New York University w 1956 spędził dwa lata w armii, gdzie przez krótki czas grał z Horace’em Silverem. Po odejściu z armii grywał z Maynardem Fergusonem.
W 1959 Shorter przyłączył się do zespołu Art Blakey and the Jazz Messengers. Pozostał z Blakeyem przez pięć lat, aż w końcu został dyrektorem muzycznym tej grupy.
Przez sześć lat, od roku 1964, współpracował z Milesem Davisem.

## Dyskografia
| - 1959 Blues à la Carte - 1959 Introducing Wayne Shorter - 1960 Second Genesis - 1962 Wayning Moments - 1964 Night Dreamer - 1964 JuJu - 1964 Speak No Evil - 1965 The Soothsayer - 1965 The Collector - 1965 Etcetera - 1965 The All Seeing Eye - 1966 Adam’s Apple - 1967 Schizophrenia - 1969 Super Nova - 1970 Moto Grosso Feio - 1970 Odyssey of Iska - 1974 Native Dancer - 1985 Atlantis - 1986 Phantom Navigator - 1988 Joy Ryder - 1994 High Life - 2002 Footprints Live - 2003 Alegría - 2005 Beyond the Sound Barrier - 2013 Without a Net - 1959 Africaine - 1960 A Night in Tunisia - 1960 Like Someone in Love - 1960 Meet You at the Jazz Corner of the World - 1960 Roots & Herbs - 1960 The Big Beat - 1961 A Day With Art Blakey - 1961 Impulse!!! Art Blakey!!! Jazz Messengers!!! - 1961 Buhaina's Delight - 1961 Mosaic - 1961 The Freedom Rider - 1961 The Witch Doctor - 1961 Tokyo 1961 - 1962 Caravan - 1962 Three Blind Mice, Volume 1 - 1962 Three Blind Mice, Volume 2 - 1963 Ugetsu - 1964 Free for All - 1964 Indestructible - 1961 Free Form (Donald Byrd) - 1962 Here to Stay (Freddie Hubbard) - 1962 Ready for Freddie (Freddie Hubbard) - 1963The Body and the Soul (Freddie Hubbard) - 1964 Search for the New Land (Lee Morgan) - 1964 Some Other Stuff (Grachan Moncur III) - 1965 The Gigolo (Lee Morgan) - 1965 Spring (Tony Williams) - 1966 Delightfulee (Lee Morgan) - 1967 Standards (Lee Morgan) - 1967 Sweet Slumber (Lou Donaldson) - 1967 The Procrastinator (Lee Morgan) - 1968 Expansions (McCoy Tyner) - 1970 Extensions (McCoy Tyner) | - 1964 Miles in Berlin - 1965 E.S.P. - 1965 Live at the Plugged Nickel - 1966 Miles Smiles - 1967 Sorcerer - 1967 Nefertiti - 1968 Miles in the Sky - 1968 Filles de Kilimanjaro - 1969 In a Silent Way - 1969 Bitches Brew - 1970 Live at the Fillmore East, March 7, 1970: It’s About that Time - 1970 The Complete Jack Johnson Sessions (wyd. 2003) - 1970 Live-Evil - 1974 Big Fun - 1976 Water Babies - 1979 Circle in the Round - 1980 Directions - 1971 Weather Report - 1972 I Sing The Body Electric - 1973 Sweetnighter - 1974 Mysterious Traveller - 1975 Black Market - 1975 Tale Spinnin' - 1977 Heavy Weather - 1978 Mr. Gone - 1979 8:30 - 1980 Night Passage - 1982 Weather Report - 1983 Procession - 1983 Domino Theory - 1984 Sportin' Life - 1985 This Is This! - 1977 Don Juan's Reckless Daughter (Joni Mitchell) - 1977 Aja (Steely Dan) - 1978 Mingus (Joni Mitchell) - 1980 The Swing of Delight (Carlos Santana) - 1982 Wild Things Run Fast (Joni Mitchell) - 1985 Dog Eat Dog (Joni Mitchell) - 1988 Chalk Mark in a Rain Storm (Joni Mitchell, nagrane w 1981) - 1989 The End of the Innocence (Don Henley) - 1990 Night Ride Home (Joni Mitchell) - 1994 Turbulent Indigo (Joni Mitchell) - 1997 1+1 (Herbie Hancock) - 1998 Taming the Tiger (Joni Mitchell) - 1999 O Primeiro Canto (Dulce Pontes) - 2000 Both Sides Now (Joni Mitchell) - 2002 Travelogue (Joni Mitchell) |

## Filmografia
- "Wayne Shorter: Zero Gravity" (2015, film dokumentalny, reżyseria: Dorsay Alavi)[4]